# .sd
.sd ist die länderspezifische Top-Level-Domain (ccTLD) des Staates Sudan. Sie wurde am 6. März 1997 eingeführt und wird von der Sudan Internet Society in Khartum verwaltet. Die Domain .ss stammt indirekt von .sd ab, sie wurde im August 2011 dem unabhängigen Südsudan zugesprochen.

## Weblink
- Offizielle Website der Vergabestelle